# Ministero della giustizia (Polonia)
Il Ministero della giustizia (in polacco: Ministerstwo Sprawiedliwości, abbreviato in MS) è il dicastero del Governo della Polonia responsabile della progettazione dell'amministrazione governativa nel campo della giustizia. Il Ministro della Giustizia è anche in accordo con la Costituzione polacca, membro della Krajowa Rada Sądownictwa (Consiglio provinciale per la giustizia).
Inoltre, come nel periodo dal 31 marzo 1990 al 30 marzo 2010 e dal 4 marzo 2016 il Ministro della giustizia è di nuovo Procuratore generale. Dal 31 marzo 2010 al 3 marzo 2016, l'ufficio del procuratore generale è esistito come agenzia separata, separata dal ministero della giustizia e dell'amministrazione governativa.